# Catalogue officiel des espèces et variétés végétales
Un catalogue officiel des espèces et variétés végétales répertorie les espèces et leurs variétés cultivées issues de sélection (cultivars), dont les semences sont autorisées à la vente et à la culture (y compris les variétés potagères, fruitières et certaines plantes à vocation environnementale ou ornementale telles que les gazons).
En Europe il existe un catalogue dans chaque pays et la somme de ces catalogues constitue le Catalogue européen des espèces et variétés. Il existe de tels catalogues dans de nombreux autres pays du monde.

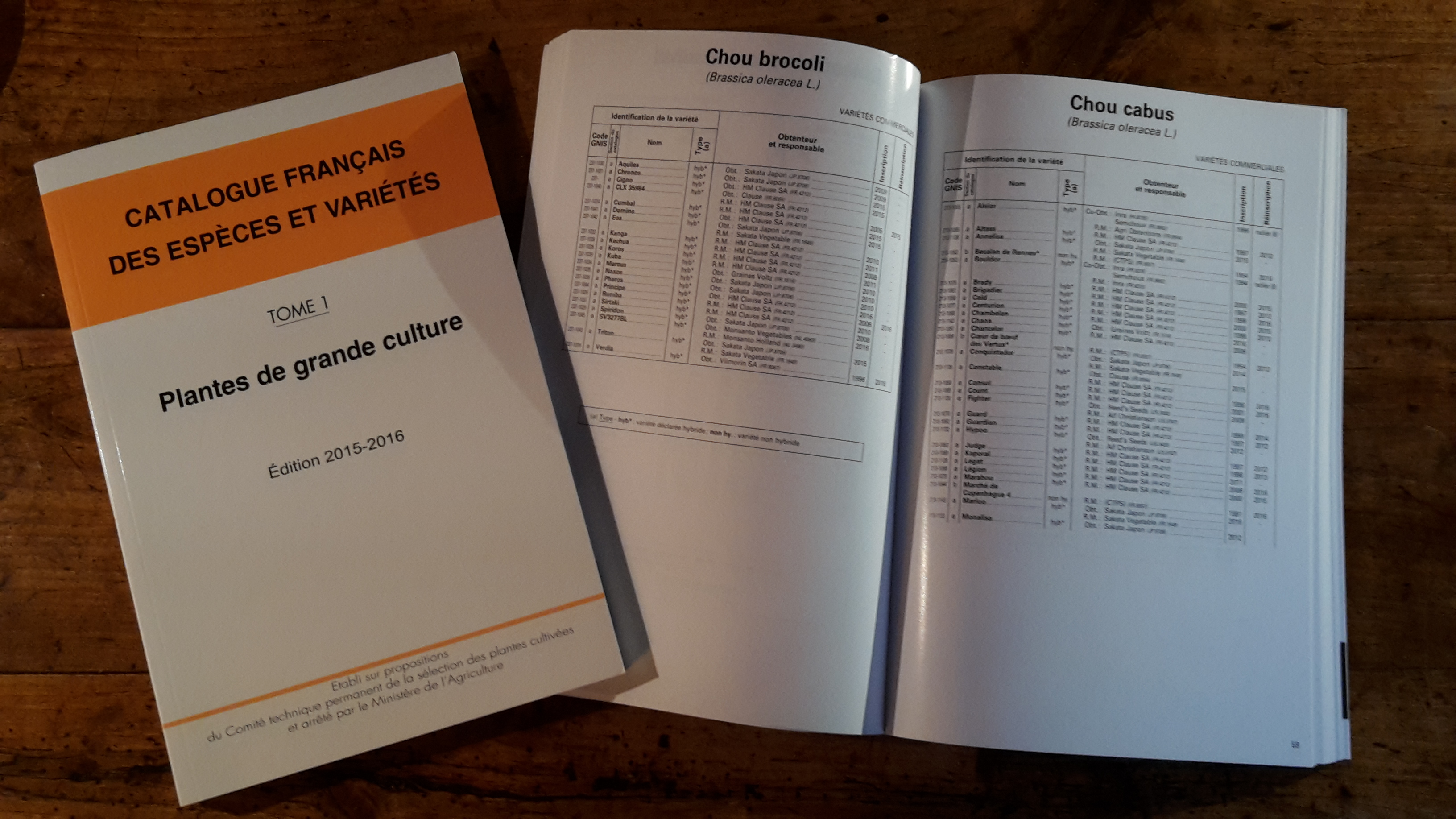
Catalogue officiel français des espèces et variétés (version sur papier, édition 2015-2016 Sedis).

## Définition et origine
En France, le catalogue des espèces et variétés de plantes cultivées est créé en 1932, et géré par le Comité de contrôle des semences. Il permet d'éviter, dans la profusion de semences, que les différentes variétés soient vendues sous le même nom, ou qu’une même variété ait des appellations différentes. Il clarifie l’offre et protège l’utilisateur qui est ainsi assuré de l'identité de la semence qu’il achète. Avant la création du Catalogue la réglementation s'appuyait sur la création d'une station nationale d'essais de semences en 1884 et sur la loi sur la répression des fraudes de 1905; le premier règlement concernant une semence fut l’arrêté du 13 avril 1934 concernant la pomme de terre. (II faut rappeler aussi la réglementation sur les hybrides producteurs directs).
Le blé fait l'objet d'un premier catalogue de variétés en 1933, puis l'avoine (1934), l'orge (1937), la pomme de terre… Les espèces potagères (1952), la vigne (1960) et les espèces fruitières (1961).
En 1942, le Comité de contrôle des semences est remplacé par le Comité technique permanent de la sélection (CTPS), commission administrative à caractère consultatif placée sous tutelle du ministre de l’Agriculture : il est chargé de la gestion du Catalogue. Il est composé à parité de membres du secteur public (Etat, recherche) que de membres du secteur privé (parties prenantes de la filière semences).
Ainsi, depuis les années 60, la création variétale répond aux objectifs successifs et cumulatifs qu’on lui a assigné : améliorer la productivité de l’agriculture française, assurer la sécurité alimentaire du pays, développer la compétitivité des filières dans un marché européen et mondial ouvert, proposer de nouvelles espèces, de nouveaux usages et de nouveaux débouchés.
D'après le décret du 11 juin 1949, seules peuvent être commercialisées les semences issues de variétés inscrites au Catalogue officiel (cependant l'utilisation de semences non inscrites est toujours permise, pour autant qu'elles ne sortent pas de la ferme). Quelques espèces, les espèces dites « non réglementées », comme le millet, échappent toutefois aujourd'hui encore à cette obligation; l'asperge dite « non réglementée » est devenue une espèce réglementée en 1995.
Le décret du 22 janvier 1960 permet d’exclure du Catalogue des variétés inscrites auparavant lorsqu’elles ne répondent plus aux nouveaux critères. En outre, il limite à 10 ans la durée de l’inscription des variétés au catalogue et en renforce les épreuves d’admission.
La dernière version de cette réglementation date du décret no 81-605 du 18 mai 1981, (JORF du 20 mai 1981). Il dispose que : « Le ministre de l’Agriculture tient un catalogue comportant la liste limitative des variétés ou types variétaux dont les semences et plants peuvent être mis sur le marché sur le territoire national. L’inscription sur le catalogue est subordonnée à la triple condition que la variété soit distincte, stable et suffisamment homogène». Ce décret est « pris pour l'application de la loi du 1er août 1905 sur les fraudes et falsifications en matière de produits et services, en ce qui concerne le commerce des semences et des plants ».
Les arrêtés du 22 juillet 1992 et du 30 août 1994 créent des listes de variétés à usages industriels réservés dérogeant aux règles classiques d’inscription.
Les arrêtés du 20 décembre 2010 ont retranscrit en droit français la Directive 2008/62/CE de la Commission européenne du 20 juin 2008 introduisant certaines dérogations pour l’admission des races primitives et variétés agricoles naturellement adaptées aux conditions locales et régionales et menacées d’érosion génétique, et pour la commercialisation de semences et de plants de pommes de terre de ces races primitives.
Depuis, le Catalogue officiel français comporte trois listes principales pour les espèces de grandes cultures et quatre listes distinctes pour les espèces potagères :
Pour les espèces de grandes cultures
Liste A : variétés dont les semences peuvent être commercialisées en France. Ces variétés ont subi avec succès les épreuves de distinction, homogénéité, stabilité, ainsi que les tests de valeur agronomique et technologique.
Liste B : variétés dont les semences peuvent être multipliées en France en vue de leur exportation hors de l’Union Européenne. Ces variétés ont subi avec succès les épreuves de distinction, homogénéité, stabilité, mais pas les épreuves de valeur agronomique et environnementale.
Liste C : variétés de conservation : races primitives et variétés agricoles naturellement adaptées aux conditions locales et régionales et menacées d’érosion génétique.
Pour les espèces potagères
Liste a : variétés dont les semences peuvent être commercialisées en France. Les semences de ces variétés peuvent être, soit certifiées en tant que « semences de bases » ou « semences certifiées », soit contrôlées en tant que semences standard. Quelques-unes de ces variétés doivent obligatoirement être certifiées.
Liste b : variétés dont les semences peuvent être commercialisées en France. Les semences de ces variétés ne peuvent être contrôlées qu'en tant que semences standard.
Liste c : variétés de conservation : races primitives et variétés de légumes traditionnellement cultivées dans des localités et régions spécifiques et menacées d'érosion génétique.
Liste d : variétés dont les semences peuvent être commercialisées en France en quantités limitées. Ces variétés sont reconnues sans valeur intrinsèque (SVI) pour la production commerciale mais créées en vue de répondre à des conditions de cultures particulières. Elles correspondent, au niveau européen, à la liste des « anciennes variétés pour amateurs » qui avait été créée en France en 1997.
Le catalogue français compte en 2015 environ 9 000 variétés appartenant à 250 espèces.

## Conditions d'inscription au catalogue
Pour être inscrite, la nouvelle variété doit subir des tests effectués en France par le GEVES ou ses délégataires. Ces tests sont en relation avec ceux requis pour la protection par certificat d'obtention végétale. Du fait de la possibilité pour un obtenteur de soumettre sa demande d'inscription à n'importe lequel des catalogues de chaque État membre, une concurrence s'est établie entre ces catalogues, qui est fonction du coût d'inscription et de la réputation des catalogues.

### Conditions techniques

#### Test DHS
DHS pour « Distinction, Homogénéité, Stabilité » prouvant que la variété proposée est distincte des variétés existantes (donc nouvelle), homogène (constituée de plantes identiques) et stable (« si elle conserve, pendant sa durée de commercialisation, ses caractéristiques telles que décrites au moment de l'homologation de la variété. Une façon de vérifier si une variété est stable consiste à comparer régulièrement les lots de semences qui circulent à l'échantillon de référence détenu par le GEVES, et de vérifier si les lots sont identiques à la référence ou pas »).

#### Test VATE
VATE pour Valeur Agronomique, Technologique et Environnementale : requis pour un certain nombre d'espèces agricoles (mais pas pour les espèces fruitières et potagères) pour prouver que la nouvelle variété apporte un progrès agronomique et/ou technologique et/ou environnemental.

### Conditions financières et administratives
Cette section ne s'appuie pas, ou pas assez, sur des sources secondaires ou tertiaires indépendantes du sujet.

Pour l'améliorer, ajoutez-en, ou placez des modèles {{Source secondaire souhaitée}} ou {{Source secondaire nécessaire}} sur les passages mal sourcés. (décembre 2022)
L'inscription a un coût initial qui s'augmente des annuités tout au long de la durée d'inscription. En France, le coût n'est pas supporté par le seul déposant.
Pratiquement, les coûts d'inscription en France varient selon les espèces et variétés et selon les listes sur lesquelles elles sont inscrites. Ils sont fixés par le GEVES sous l'égide du CTPS et du Ministère de l'Agriculture.
Pour les espèces de grande culture les inscriptions sur les listes A et B, varient entre 3000 € et 10 000 € et sont de moins de 300 € pour les variétés de conservation (liste C).
Pour les espèces potagères (pas d'épreuves de VATE) les coûts d'inscription sur les listes a et b sont inférieurs à 3000 €. Les coûts d'inscription sur les listes c (variétés de conservation) et d (variétés sans valeur intrinsèque) sont inférieurs à 300 €. Ces derniers coûts d'inscription sont actuellement pris en charge par le Ministère ou par le GNIS sous réserve d'éligibilité.
Pour les arbres et les arbustes fruitiers, les vignes ils varient de moins de 300 € pour les anciennes variétés à plus de 4000 € pour les fruitiers nécessitants plusieurs années d'expérimentations.

## Catalogue européen des espèces et variétés
Dans l’Union Européenne, toute variété doit être inscrite au catalogue officiel pour être commercialisée. Le catalogue commun est créé par deux directives du Conseil édictées en 1970. Le catalogue commun des variétés des espèces de légumes a été publié pour la première fois le 29 juin 1972(JO C 169 du 29.6.1972, p. 1.).
Le catalogue commun des variétés des espèces agricoles et plants de pomme de terre et le catalogue commun des variétés des espèces de légumes sont régulièrement publiés au JO de l'UE,.
Ces catalogues sont la somme des catalogues officiels de 27 pays de l’Union européenne, regroupant aujourd’hui près de 54 000 variétés commercialisables dans l’ensemble de ces pays. La réglementation française est issue de la transposition des directives européennes en droit national.
Une série de directives européennes donnent les règles de commercialisation et de certification des semences. Le catalogue européen est défini dans la Directive 2002/53/CE du Conseil du 13 juin 2002.
Les principales informations qui figurent au catalogue sont : le nom de la variété, le (ou les) pays UE (ou AELE) d’inscription, la date d'inscription, le nom du mainteneur et certaines observations.
Le catalogue européen compte en 2017 :
- plus de 23 000 variétés de grande culture de près de 84 espèces différentes (dont environ 2 000 pour les cultures céréalières et oléo-protéagineuses)
- plus de 21 000 variétés potagères de plus de 48 espèces différentes.
- près de 9 600 variétés d'espèces fruitières.

### Variétés de conservation
Plusieurs textes définissent les règles concernant les « variétés de conservation ». Il s'agit de variétés de grande culture, de pommes de terre, de légumes « naturellement adaptées à des conditions locales et régionales, et menacées d'érosion génétique ».
Les listes de ces variétés sont publiées dans le Catalogue officiel des espèces et variétés depuis 2008.

### Les semences et plants d'exportation
Le droit communautaire n'impose pas l'inscription au Catalogue des variétés de semences ou de plants agricoles (à distinguer des espèces potagères) destinées à l'exportation. Il ne l'interdit pas non plus : certains États membres peuvent exiger cette inscription. En France, la liste de ces variétés d'exportation est dite « liste B » ; il n'en existe pas de version officielle imprimée[réf. nécessaire].

## Objectifs et intérêts du catalogue officiel

### Pour les agriculteurs
Le catalogue a pour objectif premier de garantir à l'agriculteur et aux filières agroalimentaires des critères de qualité et une certaine standardisation et stabilité des produits, grâce à des études de Distinction-Homogénéité-Stabilité (DHS) et à la description détaillée qui en résulte. Il doit aider à la traçabilité et au suivi de la variété au cours de la production de semences, ou de plants, de l'utilisation par l'agriculteur et jusqu'à un certain stade de la valorisation du produit de récolte au cours de la transformation.
Pouvoir identifier de façon unique chaque variété dans l'ensemble des variétés inscrites sur des bases établies au niveau international est un atout majeur alors que la traçabilité prend une importance croissante.
Il représente via les « règlements d'inscription » et le Certificat d'obtention végétale un levier pour orienter la création variétale vers des variétés répondant mieux à la demande industrielle et/ou sociétale. Il clarifie également l’offre et protège l’agriculteur en l'assurant d'une qualité de la semence proposée.

### Pour les jardiniers amateurs
Le 26 décembre 1997, la France crée en annexe du Catalogue officiel français des espèces et variétés potagères « un registre des « variétés anciennes pour jardiniers amateurs », sur lequel peuvent être inscrites les variétés anciennes notoirement connues destinées exclusivement à la vente en France et aux jardiniers amateurs, qui ne cultivent que pour leur propre consommation ».
Ce registre était destiné à faciliter l'inscription et la commercialisation de variétés anciennes (anciens cultivars) pour les jardiniers amateurs (les critères d'inscription sur cette liste sont plus souples que pour le marché professionnel et les coûts d'inscription sont beaucoup plus faibles).
De nombreuses entreprises, dans le domaine agrobiologique, ont inscrit 250 variétés de trente espèces différentes sur cette liste particulière.
En 2009 ce registre de variétés potagères a été redéfini au niveau européen par la directive 2009/145 CE en créant la « liste d » des variétés « sans valeur intrinsèque » destinées à des conditions de cultures particulières. Cette directive a été transcrite en droit français par l'arrêté n° ARGRG 1031808A du 20 décembre 2010 pour les variétés potagères. Ces variétés destinées à l'autoconsommation sont maintenues par sélection conservatrice. Elles sont commercialisées sous forme de semences standard et sont vendues en petits conditionnements.
Ces semences sont depuis 2020 regroupées sous le nom de « semences du domaine public », et ne peuvent être vendues qu'à des amateurs. Les produits qui en sont issus ne peuvent pas être commercialisés,comme le signale le site de l'interprofession des semences « semae », qui indique notamment que les cuisiniers n'ont pas le droit d'utiliser ces productions sauf à les cultiver eux-mêmes[source insuffisante].

## Développements actuels
De nouvelles technologies d'identification (génétique notamment) visent à renforcer la pertinence de l'outil et à en accroître la portée en aval de la production[réf. nécessaire].

## Critiques du catalogue officiel
Le droit français laisse libre tout un chacun de semer et récolter pour sa consommation ou son usage personnel toutes espèces végétales, hors espèces considérées localement comme nuisibles ou pouvant porter atteinte à l'équilibre écologique local. De même, tout jardinier amateur peut récolter des semences, issues de sa propre culture à toutes fins de culture ultérieure sans en avoir à référer à quiconque, y compris aux possibles ayants droit de l'espèce inscrite dont seraient issues les semences. En revanche, le droit français interdit la vente de ces semences. Il interdisait également les échanges de semences entre paysans, car ils pouvaient être assimilés à des ventes, mais ce n'est plus le cas depuis la Loi Biodiversité d’août 2016 qui définit de tels échanges comme relevant de l'entraide entre agriculteurs,. Cette disposition était interprétée comme « disproportionnée » par l'avocat général de la Cour de Justice Européenne de Luxembourg dans l'affaire C-59/11 Association Kokopelli contre Graines Baumaux SAS.
Certaines associations et syndicats agricoles, tels la Confédération paysanne estiment que ce Catalogue n'est pas adapté à toutes les réalités du monde agricole, pouvant même nuire à la sauvegarde de la biodiversité. 
Le groupe de grande distribution Carrefour estime en 2017 que plusieurs semences  « ne figurent pas sur le catalogue officiel qui autorise leur vente car elles ne correspondent pas aux critères d’homogénéité d’une loi qui favorise la standardisation et ne défend pas assez la biodiversité ». Le groupe et l'enseigne sont, en 2017, à l'origine d'une pétition demandant la réforme du catalogue officiel. Dans un article reposant sur de nombreuses sources, l'association Forumphyto qui se présente comme « un regroupement de professionnels du monde agricole qui travaillent ensemble à développer une protection des plantes assumée, responsable et durable » dénonce la campagne de Carrefour car elle relèverait, selon elle, d'un marketing hypocrite, démagogique et mensonger.
Enfin, les détracteurs du catalogue tel qu'il est conçu, arguent aussi que le catalogue officiel contribue à la confiscation ou privatisation du vivant, au détriment des plus pauvres (y compris notamment en France), et au profit des entreprises multinationales de l'agroalimentaire,.